# (3891) Werner
(3891) Werner (1981 EY31) – planetoida z grupy pasa głównego asteroid okrążająca Słońce w ciągu 3 lat i 267 dni w średniej odległości 2,4 j.a. Odkrył ją Schelte Bus 3 marca 1981 roku.